# Jack Fairman
Jack Fairman (ur. 15 marca 1913 w Smallfield, Surrey, zm. 7 lutego 2002 w Rugby, Warwickshire) – brytyjski kierowca wyścigowy. Wystartował w dwunastu wyścigach Grand Prix Formuły 1.

## Wyniki w Formule 1
| Legenda oznaczeń w tabelach wyników Wyświetl szablon na nowej stronie | Legenda oznaczeń w tabelach wyników Wyświetl szablon na nowej stronie                                                                     |
| Oznaczenie                                                            | Wyjaśnienie |
| --------------------------------------------------------------------- | --- |
| Złoty                                                                 | Zwycięzca lub mistrzostwo |
| Srebrny                                                               | 2. miejsce lub wicemistrzostwo |
| Brązowy                                                               | 3. miejsce lub II wicemistrzostwo |
| Zielony                                                               | Ukończył, punktował (w klasyfikacji generalnej, gdy zdobył co najmniej jeden punkt na przestrzeni sezonu, poza trzema powyższymi opcjami) |
| Niebieski                                                             | Ukończył, nie punktował (w klasyfikacji generalnej, gdy nie zdobył co najmniej jednego punktu na przestrzeni sezonu)                      |
| Czerwony                                                              | Nie zakwalifikował się (NZ) |
| Czerwony                                                              | Nie prekwalifikował się (NPK) |
| Różowy                                                                | Nie ukończył (NU) |
| Różowy                                                                | Niesklasyfikowany (NS) (w klasyfikacji generalnej, gdy nie został sklasyfikowany w żadnym wyścigu sezonu)                                 |
| Czarny                                                                | Zdyskwalifikowany (DK) |
| Czarny                                                                | Wykluczony (WYK/EX) |
| Biały                                                                 | Nie wystartował (NW) |
| Biały                                                                 | Kontuzjowany (K/INJ) |
| Biały                                                                 | Wyścig odwołany (OD/C) |
| Bez koloru                                                            | Został wycofany (WYC/WD) |
| Bez koloru                                                            | Nie przybył (NP/DNA) |
| Bez koloru                                                            | Nie brał udziału w treningach (NT/DNP) |
| Bez koloru                                                            | Nie został zgłoszony (–) |
| Pogrubienie                                                           | Start z pole position |
| Kursywa                                                               | Najszybsze okrążenie wyścigu |
| †                                                                     | Nie ukończył, ale jego rezultat został zaliczony ze względu na przejechanie więcej niż 90% dystansu wyścigu.                              |
| *                                                                     | Sezon w trakcie |
| 1/2/3                                                                 | Punktowana pozycja w sprincie kwalifikacyjnym                                                                                             |
| Lista systemów punktacji Formuły 1                                    | |

| Rok  | Zespół                   | Bolid            | Silnik         | Wyniki w poszczególnych eliminacjach | Wyniki w poszczególnych eliminacjach | Wyniki w poszczególnych eliminacjach | Wyniki w poszczególnych eliminacjach | Wyniki w poszczególnych eliminacjach | Wyniki w poszczególnych eliminacjach | Wyniki w poszczególnych eliminacjach | Wyniki w poszczególnych eliminacjach | Wyniki w poszczególnych eliminacjach | Wyniki w poszczególnych eliminacjach | Wyniki w poszczególnych eliminacjach | Punkty | Pozycja |
| ---- | ------------------------ | ---------------- | -------------- | ------------------------------------ | ------------------------------------ | ------------------------------------ | ------------------------------------ | ------------------------------------ | ------------------------------------ | ------------------------------------ | ------------------------------------ | ------------------------------------ | ------------------------------------ | ------------------------------------ | ------ | ------- |
|      |                          |                  |                | Argentyna                            | Stany Zjednoczone                    | Holandia                             | Belgia                               | Francja                              | Wielka Brytania                      | Niemcy                               | Szwajcaria                           | Włochy                               |                                      |                                      | 0      | NS      |
| 1953 | HW Motors                | HWM 53           | Alta           | -                                    | -                                    | -                                    | -                                    | -                                    | NU                                   | -                                    | -                                    |                                      |                                      |                                      | 0      | NS      |
| 1953 | Connaught Engineering    | Connaught Type A | Lea-Francis R4 |                                      |                                      |                                      |                                      |                                      |                                      |                                      |                                      | NS                                   |                                      |                                      | 0      | NS      |
| 1955 | Connaught Engineering    | Connaught Type B | Alta           | Argentyna                            | Monako                               | Stany Zjednoczone                    | Belgia                               | Holandia                             | Wielka Brytania                      | Włochy                               |                                      |                                      |                                      |                                      | 0      | NS      |
| 1955 | Connaught Engineering    | Connaught Type B | Alta           | -                                    | -                                    | -                                    | -                                    | -                                    | NW                                   | -                                    |                                      |                                      |                                      |                                      | 0      | NS      |
| 1956 | Connaught Engineering    | Connaught Type B | Alta           | Argentyna                            | Monako                               | Stany Zjednoczone                    | Belgia                               | Francja                              | Wielka Brytania                      | Niemcy                               | Włochy                               |                                      |                                      |                                      | 5      | 10      |
| 1956 | Connaught Engineering    | Connaught Type B | Alta           | -                                    | -                                    | -                                    | -                                    | -                                    | 4                                    | -                                    | 5                                    |                                      |                                      |                                      | 5      | 10      |
| 1957 | Owen Racing Organisation | BRM P25          | BRM R4         | Argentyna                            | Monako                               | Stany Zjednoczone                    | Francja                              | Wielka Brytania                      | Niemcy                               | Włochy                               | Włochy                               |                                      |                                      |                                      | 0      | NS      |
| 1957 | Owen Racing Organisation | BRM P25          | BRM R4         | -                                    | -                                    | -                                    | -                                    | NU                                   | -                                    | -                                    | -                                    |                                      |                                      |                                      | 0      | NS      |
|      |                          |                  |                | Argentyna                            | Monako                               | Holandia                             | Stany Zjednoczone                    | Belgia                               | Francja                              | Wielka Brytania                      | Niemcy                               | Portugalia                           | Włochy                               | Maroko                               | 0      | 29      |
| 1958 | BC Ecclestone            | Connaught Type B | Alta           | -                                    | -                                    | -                                    | -                                    | -                                    | -                                    | NU                                   | -                                    | -                                    | -                                    |                                      | 0      | 29      |
| 1958 | Cooper Car Company       | Cooper T45       | Climax R4      |                                      |                                      |                                      |                                      |                                      |                                      |                                      |                                      |                                      |                                      | 8                                    | 0      | 29      |
|      |                          |                  |                | Monako                               | Stany Zjednoczone                    | Holandia                             | Francja                              | Wielka Brytania                      | Niemcy                               | Portugalia                           | Włochy                               | Stany Zjednoczone                    |                                      |                                      | 0      | NS      |
| 1959 | High Efficiency Motors   | Cooper T45       | Climax R4      | -                                    | -                                    | -                                    | -                                    | NU                                   | -                                    | -                                    |                                      |                                      |                                      |                                      | 0      | NS      |
| 1959 | High Efficiency Motors   | Cooper T45       | Maserati R4    |                                      |                                      |                                      |                                      |                                      |                                      |                                      | NU                                   | -                                    |                                      |                                      | 0      | NS      |
| 1960 | CT Atkins                | Cooper T51       | Climax R4      | Argentyna                            | Monako                               | Stany Zjednoczone                    | Holandia                             | Belgia                               | Francja                              | Wielka Brytania                      | Portugalia                           | Włochy                               | Stany Zjednoczone                    |                                      | 0      | NS      |
| 1960 | CT Atkins                | Cooper T51       | Climax R4      | -                                    | -                                    | -                                    | -                                    | -                                    | -                                    | NU                                   | -                                    | -                                    | -                                    |                                      | 0      | NS      |
|      |                          |                  |                | Monako                               | Holandia                             | Belgia                               | Francja                              | Wielka Brytania                      | Niemcy                               | Włochy                               | Stany Zjednoczone                    |                                      |                                      |                                      | 0      | NS      |
| 1961 | Rob Walker Racing        | Ferguson P99     | Climax R4      | -                                    | -                                    | -                                    | -                                    | DK                                   | -                                    |                                      |                                      |                                      |                                      |                                      | 0      | NS      |
| 1961 | Fred Tuck Cars           | Cooper T45       | Climax R4      |                                      |                                      |                                      |                                      |                                      |                                      | NU                                   | -                                    |                                      |                                      |                                      | 0      | NS      |